# Geldmengen-Preismechanismus
Der Geldmengen-Preismechanismus ist ein Zahlungsbilanzausgleichsmechanismus, der Zahlungsbilanzüberschüsse bzw. Zahlungsbilanzdefizite über Wechselkursänderungen abbaut und so zur Wiederherstellung des Zahlungsbilanzausgleichs führt.

## Wirkungsbereich
Der Geldmengen-Preismechanismus wirkt in folgenden Szenarien:
- bei einer Goldwährung oder
- bei festen Wechselkursen, wenn die Zentralbank durch Devisenkäufe den Wechselkurs verteidigt und die dadurch verursachte Geldmengenausweitung nicht durch Sterilisation neutralisiert.

Voraussetzung ist stets, dass die Export- und Importnachfrage elastisch reagiert. Weiterhin funktioniert der Geldmengen-Preismechanismus nur dann, wenn das Land, das Zahlungsbilanzdefizite hat, auf Konjunkturprogramme verzichtet.

## Wirkungsweise
Wenn in einem Land A ein Zahlungsbilanzüberschuss besteht, ist auf dem Devisenmarkt das Angebot an Devisen größer als die Nachfrage. Der Wechselkursmechanismus greift aber nicht, weil die Zentralbank Devisen aufkauft, um eine Aufwertung der eigenen Währung zu verhindern. Die Devisenkäufe werden durch die Ausgabe von Zentralbankgeld bezahlt, dadurch steigt die Geldmenge über das Maß des Zuwachses an Waren und Dienstleistungen hinaus, was wiederum Preissteigerungen (Inflation) verursacht. Steigende inländische Preise führen in einem festen Wechselkurssystem zu steigenden Exportpreisen, die Exporte gehen zurück. Zudem führen steigende Inlandspreise dazu, dass die Importpreise relativ billiger werden und die Importe steigen. Sinkende Exporte und steigende Importe führen letztlich zur Wiederherstellung des Zahlungsbilanzausgleichs. Damit verschwindet der Aufwertungsdruck auf die Währung und die Zentralbank muss nicht mehr intervenieren.

## Nachteile
Der Geldmengen-Preismechanismus führt zum Zahlungsbilanzausgleich, indem in Ländern mit Zahlungsbilanzüberschüssen eine erhöhte Inflation auftritt. In Ländern mit Zahlungsbilanzdefiziten kommt es zum Zahlungsbilanzausgleich, indem eine Deflation verursacht wird, was eine Depression und erhöhte Arbeitslosigkeit verursacht.